# Erik Dekker

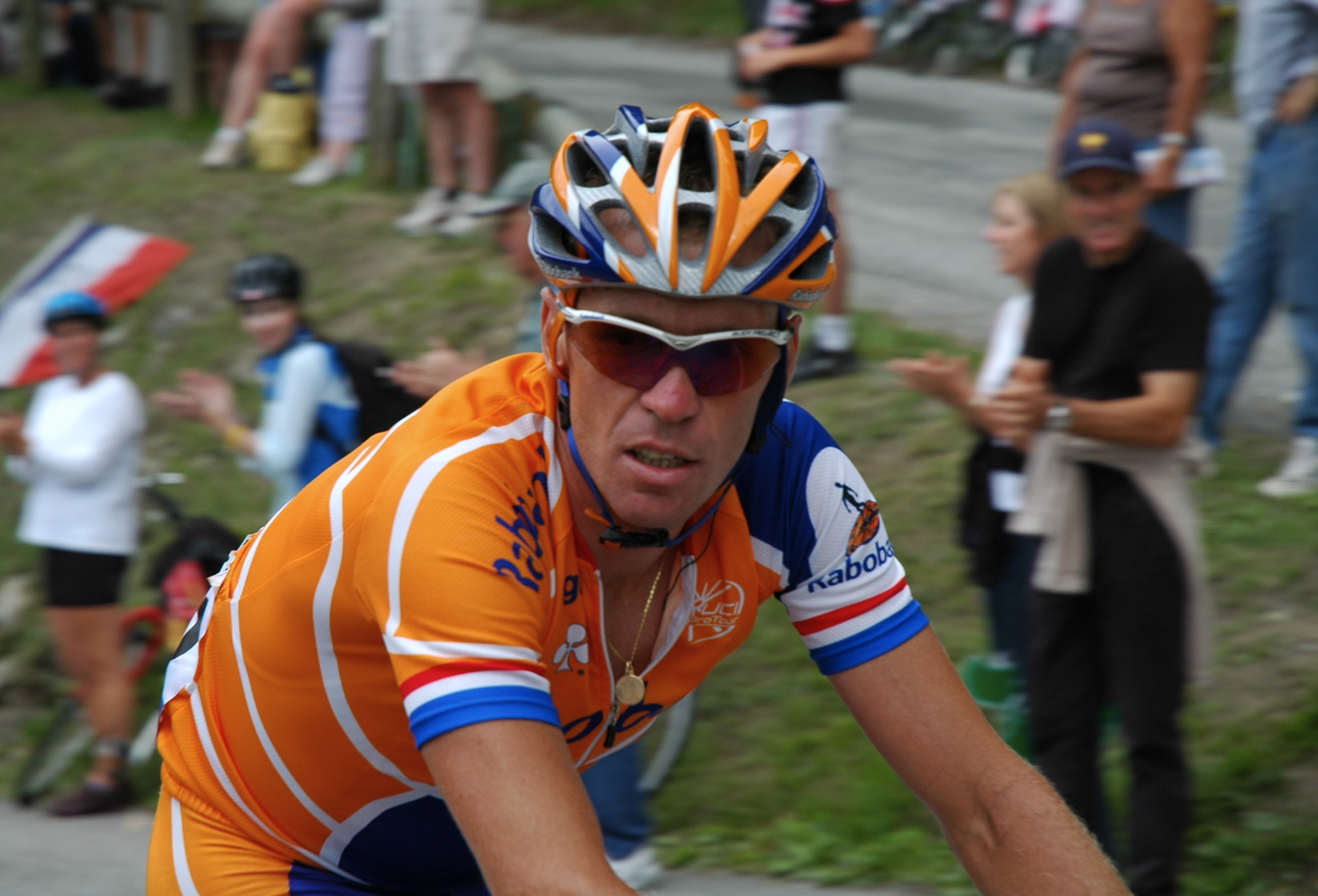
Erik Dekker während der 10. Etappe der Tour der France 2005

Erik Dekker (* 21. August 1970 in Hoogeveen, Niederlande) ist ein ehemaliger niederländischer Radrennfahrer und späterer Radsportfunktionär.

## Karriere
Seinen ersten größeren Erfolg hatte Dekker mit dem Gewinn der Silbermedaille bei den UCI-Weltmeisterschaften der Junioren im Straßenrennen 1987. Er nahm 1992, 1996, 2000 und 2004 an den Straßenradsportwettbewerben der Olympischen Sommerspiele teil.
Dekker begann seine Profikarriere 1992 beim Radsportteam Buckler, welches 1993 bis 1994 Word Perfect, 1995 Novell und seit 1996 Rabobank hieß. Nach einem schweren Sturz (multiple Verletzungen, unter anderem schwere Gesichtsverletzungen und Verlust mehrerer Zähne) während der dritten Etappe der Tour de France 2006 beendete Erik Dekker seine aktive Radsport-Laufbahn und wechselte 2007 in die Rolle des Sportdirektors bei Rabobank.
Sein erfolgreichstes Jahr war 2000, in dem es ihm gelang, drei Etappen und den Titel als Kämpferischster Fahrer bei der Tour de France zu gewinnen. Aber auch bei den Klassikern erzielte er mehrfach Siege.

## Palmarès (Auszug)
- Sieger Ronde van Nederland 1997, 2000 und 2004
- Sieger Clásica San Sebastián 2000
- Vier Etappensiege bei der Tour de France (3/2000 und 1/2001)
- Sieger Amstel Gold Race 2001
- Sieger Tirreno–Adriatico 2002
- Gesamtwertung Grand Prix Erik Breukink
- Niederländischer Meister 2004
- Sieger Paris–Tours 2004
- Sieger Ronde van Drenthe 2004